# 魯德卡河 (霍羅爾河右支流)
魯德卡河（烏克蘭語：Рудка），是烏克蘭中部的河流，屬於普肖爾河的右支流，發源自萬日納多利納，流經波爾塔瓦州的盧布尼區，河道全長11公里。